# 自由の鐘
自由の鐘（じゆうのかね）は、アメリカ合衆国ペンシルベニア州フィラデルフィアにあり、合衆国の歴史に大きな意義を持つ鐘の名称。英語の名称そのままのリバティ・ベル（英語: Liberty Bell）と表記されることもある。恐らく自由の鐘はアメリカの独立、並びにアメリカ独立戦争を連想する上で、最も突出したシンボルの一つである。また、独立、奴隷制の廃止、合衆国内の国民性と自由において最も親しみのある象徴の一つであり、国際的な自由の偶像としても用いられてきた。
最も著名な1776年7月8日のその鳴り響く音は、フィラデルフィアの市民をアメリカ独立宣言の朗読へと招集させた。それ以前に、自由の鐘は1774年に行われた大陸会議の開催を、その後は1775年に勃発したレキシントン・コンコードの戦いの始まりを知らせるために鳴らされていた。
自由の鐘は奴隷廃止主義運動の象徴として、アメリカ奴隷制反対協会が正式に認可される1837年まで、「Old State House bell（アメリカ植民地議会議事堂の鐘）」として知られていた。

## 刻印
自由の鐘には、「PROCLAIM LIBERTY THROUGHOUT ALL THE LAND UNTO ALL THE INHABITANTS THEREOF LEV. XXV X.」、その下に「BY ORDER OF THE ASSEMBLY OF THE PROVINCE OF PENNSYLVANIA FOR THE STATE HOUSE IN PHILADA」、更にその下へ「PASS AND STOW」、「PHILADA」、「MDCCLIII」の銘文がそれぞれ刻まれており、直訳すれば「全地上と住む者全てに自由を宣言せよ、レビ記25:10」、「ペンシルベニア州議会の命令によりフィラデルフィア議会議事堂へ」、「パスとストウ（鐘の製作者名）」、「フィラデルフィア」、「1753年」となる。
この刻印の原典は旧約聖書におけるレビ記の25章第10節によるもので、ペンシルベニア州の創始者ウィリアム・ペンによる、1701年のペンシルベニア州政府枠組みの作成から50周年を記念する意図があった。

## 鋳造と初期の歴史
自由の鐘は1751年に、現在は独立記念館として知られており、フィラデルフィアに位置するペンシルベニア州議事堂での使用を目的として、ペンシルベニア州議会により鋳造を委託された。鐘はイギリス、ロンドンにある鐘メーカーのホワイトチャペル社により製作され、1752年8月下旬から9月初旬にかけてフィラデルフィアまで届けられた。
1753年3月、自由の鐘は議事堂外側の中庭広場にある、一時的に建設された足場から吊り下げられた。しかし、見物者にとってはがっかりしたことであろうが、初めて鐘が鳴らされた際に鐘にひびが入ってしまった。ペンシルベニア議会の議長アイザック・ノリスは、たった一発鐘を鳴らしただけでひびが入ってしまったことを聞き無念を覚えたと書き綴っている。
このホワイトチャペル社が製造した鐘を撤去する間、苗字の刻印がその表面に刻まれてもいるように、自由の鐘はフィラデルフィアに住んでいたジョン・パスとジョン・ストウによって再び鋳造された。パスとストウは、製作する鐘の材料となる合金の合成に銅を加えたが、こうして完成した新しい鐘の音は満足のゆかないものであった。そして再び新しく鐘の製造に取り掛かり、正しい金属比の割合へ戻した後、この3番目となる鐘が1753年6月に議事堂の尖塔に掛けられることとなった。
アメリカ独立の初期にかけても、自由の鐘はペンシルベニア議事堂の尖塔に依然として吊り下げられたままであった。議事堂は1775年から1776年にかけて第2回大陸会議の討議のために使用されていた。
1777年9月、アメリカ独立戦争が激しさを増し、イギリス軍がフィラデルフィアを襲撃しようとした時、鐘はペンシルベニア州の村であるノーザンプトンタウン（現アレンタウン）の位置する北方へと移された。その後鐘は1778年にイギリス軍が撤退するまで、オールド・ザイオン改革派教会の床の下に隠された。今日では、このアレンタウンの教会の地下がリバティ・ベル博物館となっており、自由の鐘のペンシルベニア州公式レプリカが収蔵されている。

## 19世紀の歴史、修復とひび割れ

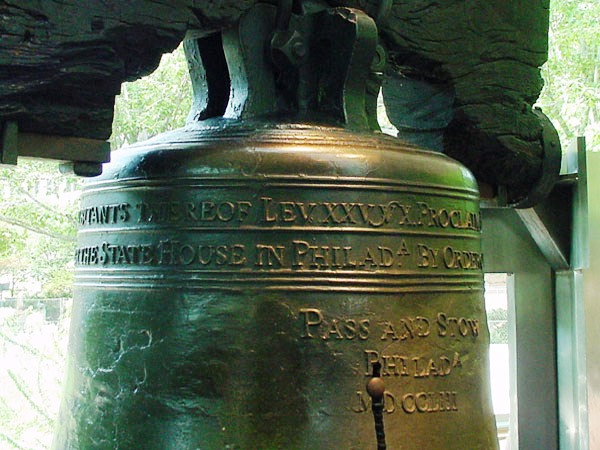
自由の鐘、近影。ジョン・パスとジョン・ストウ両名、都市の名前・日付、そして銘文が刻まれている。彫られている「Pensylvania（ペンシルベニア）」は「Pennsylvania」とnが2つあるのが正しいが、当時は異なるつづりも容認されていた。

19世紀中、自由の鐘は1804年にアレクサンダー・ハミルトンの死を、1824年にフィラデルフィアへのラファイエットの帰還を、1826年にジョン・アダムズとトマス・ジェファーソンの死を、1832年にジョージ・ワシントンの生誕100周年記念を、そして1834年にラファイエットの死、1835年にジョン・マーシャルの死、1841年にウィリアム・ハリソンの死を、それぞれ告げるために鳴らされた。
1839年、ウィリアム・ロイド・ギャリソン著の奴隷制反対を訴えた出版物「ザ・リベレーター」のパンフレットが増刷され、その中に「ザ・リバティ・ベル」と題した詩が載せられた。これは出版物において初めて、自由の鐘を意味する「リバティ・ベル」という名称が使用されたものとして知られている。
2回目にひびが入ったのがいつであるか確かではないが、鐘は1846年2月に修理されている。その修復の方法はストップ・ドリリングとしても知られているが、亀裂の端が広がらないように割れ目に沿って穴を開けていく手法だった。
1846年2月22日、自由の鐘はジョージ・ワシントンの誕生日を祝って、独立記念館の尖塔で数時間に渡って鳴らされた。しかし、鐘が鳴らされた際、修復された割れ目部分の上部から鐘の冠の部分まで亀裂が広がってしまい、使用不能になってしまった。現在もその表面に痛々しく残るその亀裂は世間一般に信じられている説に反し、修復が施された痕跡であって当時できた割れ目そのものではない。
1852年、鐘はそれまで吊り下げられていた尖塔から移動され、独立記念館内の「独立宣言室」に展示されることとなった。その合間、1876年にフィラデルフィアへの寄贈品として「100周年記念の鐘」と題したレプリカが贈られ、この新しいレプリカが代わりに独立記念館の尖塔に取り付けられた。
1885年から1915年まで、自由の鐘は数多くの都市を訪れ、国際博覧会でも展示された。

## 20世紀と21世紀中の歴史
自由の鐘は1902年にサウスカロライナ州での博覧会へ向けて運ばれていたが、運送していた機関車が別の車両と衝突し、その後に脱線してしまう事故に巻き込まれた。その後1930年代に、鐘をあちこちへ移動させるにはあまりにも危険であるとの結論が下され、この慣行は終わりを告げた。
1976年1月1日、アメリカ独立200周年記念期間中に増加すると思われる観光客を予期して、自由の鐘は再び独立記念館から1ブロック北側（フィフス・ストリートとマーケット・ストリートの南西の角にあたる場所）に位置するガラス・パビリオンに移された。この小さく、質素なパビリオンは訪れる観光客からあまり人気が無いことがわかり、これが最終的に2003年に開場となる、より大きなパビリオン創設の計画へと至らしめることとなった。また、同じく1976年にはイギリスのエリザベス2世がフィラデルフィアを訪れており、最初に鋳造を担当したホワイトチャペル社製のレプリカ「200周年記念の鐘」を、アメリカ合衆国民への寄贈品として進呈した。この時贈呈された鐘は現在、独立記念館近隣に位置する鐘楼に吊り下げられている。
1996年4月1日、ファーストフード店のタコベルはニューヨーク・タイムズ紙とフィラデルフィア・インクワイアラー紙の一面広告を使用して、「国の負債を減らす」ため自由の鐘を購入し、新たに「タコ・リバティ・ベル（タコスの自由の鐘）」と名付けたと報じた。これにエイプリル・フールの冗談であるとすぐにはわからなかった多くの人々が抗議する騒ぎとなった。
2001年4月6日、ネブラスカ州から放浪して来たと自称する男が、ハンマーで自由の鐘を数回叩きつける事件があった。彼は「神は生きている！」などと叫びながらハンマーで4回鐘に打ち付けたという。行為を行った理由は自分のアメリカ合衆国からの独立を宣言する為であったなどと供述しており、鐘を破壊し外観を損ねるためではなかったと話した。修復後、彼の打ち付けたハンマーの跡は見えなくなった。
2003年10月、自由の鐘は南西側近隣に新しく建設されたパビリオン、リバティ・ベル・センターへ移動された。この建造物の建設地の選定を巡っては、かつてジョージ・ワシントンが1790年代に住んでいたところからちょうど南にあたる場所であったため議論を呼んだ。当初の計画の後、建造物の建設予定地はワシントンに仕えていた奴隷達の為に用意されていた場所の近辺に決定した。
2012年の時点で、自由の鐘はシックスス・ストリートとチェストナット・ストリートの北東の曲がり角に位置している。新しく設立された国立憲法センターは北へ2ブロック先に位置し、独立記念館はちょうど通りを渡った先、フィフス・ストリートとシックスス・ストリートの間のチェストナット・ストリート南側に位置している。フィフス・ストリートとマーケット・ストリートの南西側の曲がり角にある、以前に自由の鐘を収容していたパビリオンは、鐘が移された後は取り壊しのコストを抑えるために競売にかけられた。しかし、オークションでの反応は薄く、その後は独立記念館の内外を訪れる観光客の治安を守る警備施設へと作り変えられた。
自由の鐘を収めるリバティ・ベル・センターは、アメリカ国立公園局が管理する独立記念国立歴史公園の一部である。

## 記載事項・構成
自由の鐘は70パーセントが銅、25パーセントがスズ、残りは他の微量な金属で構成されている。周囲の長さは3.7メートル（12フィート）である。重量は元々943キログラム（2,080ポンド）あったが、フィラデルフィア市の情報によれば、現在は932キログラム（2,055ポンド）であり、これは内側の縁が悪意を持った人間により11キログラム（25ポンド）も彫り取られてしまった結果であるという。鐘の頚木はアメリカニレの木で作られている。

## 自由の鐘のレプリカ

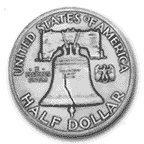
フランクリン・ハーフ・ダラー（50セント硬貨）の表面に描かれている自由の鐘。

ナショナルリーグに所属するフィラデルフィア・フィリーズ本拠地のシチズンズ・バンク・パークには、自チームの選手が本塁打を打った時や試合に勝利する度に、光り輝いて前後に揺れる巨大なネオン灯の自由の鐘がある。また、フィリーズとフィラデルフィア・イーグルスの以前の本拠地であったベテランズ・スタジアムには、スタンド上部に自由の鐘を模した鉄製のレプリカが掲げられていた。スタジアムのスコアボード上部に置かれていた鐘の像に、1972年に一度フィリーズの打者グレッグ・ルジンスキーのホームランボールが当たったことがある。フロリダ州レイク・ブエナ・ビスタにあるウォルト・ディズニー・ワールド・リゾートでは、マジック・キングダムのリバティ・スクウェアのエリア内に実寸大の鐘のレプリカが存在する。この鐘は、アメリカの独立に関係する特定の休日に鳴らされる。更に、ひびが表面に描かれた鐘の実寸大のレプリカが、テキサスA&M大学にある人文科学棟のロタンダ内に吊り下げられている。これは、第二次世界大戦中多くのテキサスA&M大学の学生が、戦地で戦ったという功労を評して贈呈されたものである。その他にもカリフォルニア州ブエナパークに実寸大の鐘のレプリカがあり、同市内の遊園地ナッツベリーファームの外側には、独立記念館を4分の3の大きさに模して作られた建物もある。
自由の鐘の200周年記念である1950年に行われた政府間の結束運動の一端として、フランスで鐘のレプリカが製造され各州へ贈呈された。ニューヨーク州に送られた鐘は、ニューヨーク市にあるクイーンズ・カウンティ貯蓄銀行のキュー・ガーデンズ・ヒルズ支店ロビーに吊り下げられた。この建物は独立記念館のレプリカである。
アメリカ合衆国外では、ベルギー、ドイツ、イスラエル、そして日本 (東京都千代田区の日比谷公園内)  にそれぞれ自由の鐘のレプリカがある。

## シスター・ベル（姉妹の鐘）
1753年にホワイトチャペル社が鋳造し、その後取り替えられた最初の鐘は「シスター・ベル（姉妹の鐘）」として知られた。この鐘は当時のペンシルベニア議事堂（現独立記念館）に格納されることとなり、州議事堂の時計へ取りつけられた。この姉妹の鐘は、改装のため独立記念館から移され、フィラデルフィアにある聖オーガスティン教会へ貸し出される1820年代後半まで、毎時間鳴っていた。1829年、この鐘は建築家のウィリアム・ストリックランドによりデザインされた新しいドームと塔の内部に吊り下げられた。しかし、その後1844年5月8日にフィラデルフィア先住民保護主義者暴動（フィラデルフィア1844年暴動）が起こり、鐘は聖オーガスティン教会と共に破壊された。聖オーガスティン教会の托鉢修道士達は、この姉妹の鐘の改鋳品を所持しており、1842年に建てられたヴィラノバ大学へ譲渡した。現在この鐘はヴィラノバ大学キャンパス内にある、ファルビー記念図書館で安置されている。